# Keith Johnstone
Pour les articles homonymes, voir Johnstone.
Keith Johnstone, né le 21 février 1933 et mort le 11 mars 2023 à Calgary, est un pionnier canadien et britannique de l'improvisation théâtrale, connu pour ses ouvrages sur la discipline et pour ses spectacles improvisés parmi lesquels le Theatresports. Il est aussi enseignant, dramaturge, acteur et metteur en scène.

## Biographie
Né dans le Devon au Royaume-Uni, Keith Johnstone a grandi en détestant l'école, estimant qu'elle restreignait son imagination et le rendait timide et mal dans sa peau. Après avoir enseigné dans une école du quartier ouvrier de Battersea à Londres au début des années 1950, Johnstone a reçu la commande de l'écriture d'une pièce par le Royal Court Theatre de Londres en 1956. Il y devint successivement lecteur, metteur en scène et professeur de théâtre. Il fit le choix de faire l'inverse de tout ce que ses professeurs lui avaient appris, afin de former des acteurs plus spontanés. Dans les années 1970, Johnstone déménagea à Calgary, dans la province de l'Alberta, au Canada, pour enseigner à l'Université de Calgary. Il apparaît dans le livre Blink: The Power of Thinking Without Thinking de Malcolm Gladwell.

## Travaux
Keith Johnstone a co-fondé la compagnie de théâtre Loose Moose Theatre et inventé une méthode d'entraînement qui a une influence internationale, au-delà la pratique du théâtre traditionnel, depuis plus de 50 ans,. Sa méthode inclut des spectacles tels que Gorilla Theatre, Micetro ou Maestro, et Life Game. Ce dernier a été joué au Royal National Theatre de Londres grâce à la compagnie Improbable Theatre et à la télévision américaine.
Keith Johnstone a écrit deux livres à propos de sa méthode. En 1979 Impro: Improvisation and the Theatre et en 1999 Impro For Storytellers. Il est connu pour ses aphorismes qui résument sa philosophie de l'improvisation, tels que :
- "You can't learn anything without failing" ("Vous ne pouvez rien apprendre sans échouer.")
- "Please don't do your best. Trying to do your best is trying to be better than you are" ("S'il te plait, ne fait pas de ton mieux. Essayer de faire de ton mieux, c'est essayer d'être meilleur que tu n'es.")
- "Go onto stage to make relationships. At least you won't be alone." ("Allez sur scène pour y faire des rencontres. Au moins, vous ne serez pas tout seul.")
- "It's not the offer, but what you do with it." ("L'important n'est pas la proposition mais ce que tu en fais.")